# 井出正員
井出 正員（いで まさかず）は、江戸時代前期の武士 。

## 出自
井出正員は、三島代官・大宮代官であった井出正信の二男である。正員は分家を創設し、井出家（正員系）を興している。
『寛永諸家系図伝』には既に没している正信の子として「正勝」」「茂稔（茂純）」が記されるが、正員は記されていない。一方『寛政重修諸家譜』巻千百一（以下『寛政譜』）には、正信の子として「正勝」「正員」「茂純」が記される。

## 略歴
『寛政譜』によると、以下のようにある。慶長15年（1610年）11歳の時に初めて徳川家康に拝謁する。元和元年（1615年）に徳川家光が父正信の蒲原の邸宅に赴いた際、病に臥していた父に代わり家光に拝謁し、富士川まで送る。
寛永11年（1634年）7月に家光が上洛した際は供奉し、寛永15年（1638年）には勘定となる。翌16年（1639年）に大和国郡山へ赴き、同18年（1641年）3月には畿内および西国を巡見する。翌19年（1642年）6月に西国を巡見していたところ、兵具等を不必要に多く携えているとして嫌疑をかけられ、改易となる。慶安4年（1651年）にはこれを許され廩米四百俵を賜り小普請となり、後に勘定へ復している。
万治3年（1660年）、堀田正信改易に伴う処務のため下総国佐倉へ赴き、寛文元年（1661年）には再度下総国佐倉へと赴き、佐倉城の城引渡役を務める。寛文5年（1665年）12月5日に66歳で死去。
『寛政譜』にあるように正員は家康および家光に拝謁している。家光の拝謁は『徳川実紀』に「伊豆代官井出藤左衛門正信が蒲原の宅にも立より給ふ。正信病臥しければ子八十郎正員拝謁して富士川まで送り奉れり」とある。その後、父正信の死去に伴い家督相続している。『徳川実紀』寛永12年（1635年）6月30日条には「伊豆代官井出藤左衛門正信死して子十左衛門正員家をつぐ」とある。
『寛政譜』より正員が勘定を務めていることが知られるが、『徳川実紀』に「勘定組頭井出十左衛門正員」とあるように、勘定組頭となっている。
家督は子の正徳が継いだ。